# Зинченко, Иван Денисович
Иван Денисович Зинченко (1927, Енакиево, Артёмовский округ, Украинская ССР) — бригадир проходчиков горных выработок шахты имени Е. Т. Абакумова треста «Рутченковуголь» комбината «Донецкуголь» Министерства угольной промышленности Украинской ССР, Донецкая область. Герой Социалистического Труда (1966). Лауреат Ленинской премии (1964).

## Биография
Родился в 1927 году в рабочей семье в городе Енакиево. В 1941 году окончил 7 классов и прервал своё обучение из-за начала Великой Отечественной войны. После освобождения осенью 1943 года Донбасса от немецко-фашистских захватчиков восстанавливал разрушенные шахты, добывал уголь. В 1948 году окончил ремесленное училище № 17 в городе Сталино. Трудился в этом же училище мастером производственного обучения.
С 1951 года — проходчик на шахте имени Абакумова, позднее был назначен бригадиром проходчиков горных выработок. Его бригада первая на комбинате «Донецуголь» освоила проходческий комбайн ПК-ЗМ и стала показывать на нём высокие трудовые результаты, вырабатывая за месяц 1100—1500 погонных метров. В марте 1964 года трудовой коллектив получил почётное звание «Бригада коммунистического труда». В 1964 году удостоен в группе из 13 человек Ленинской премии в области техники. Член КПСС.
В 1965 году бригада под его руководством прошла за месяц 1152 метра горных выработок. Указом Президиума Верховного Совета СССР от 29 июня 1966 года удостоен звания Героя Социалистического Труда за «выдающиеся заслуги в выполнении заданий по развитию угольной и сланцевой промышленности и достижение высоких технико-экономических показателей в работе» с вручением ордена Ленина и золотой медали «Серп и Молот» (№ 14461).
За выдающиеся трудовые достижения по итогам работы в годы Восьмой пятилетки (1966—1970) награждён Орденом Октябрьской Революции.
С 1965 года избирался депутатом Донецкого городского Совета депутатов трудящихся и в 1966 году — делегатом XXIII съезда КПСС.
После выхода на пенсию проживал в Донецке. С 1978 года — персональный пенсионер союзного значения.
Награды
- Герой Социалистического Труда
- Орден Ленина
- Орден Октябрьской Революции (30.03.1971)
- Полный кавалер знака Шахтёрская слава (1 степень — 15.04.1963)
- Ленинская премия в области техники (1964) — за «усовершенствование методов и организацию скоростного прохождения горных выработок на шахтах Луганской области и передовых шахтах Донецкой области».